# قائمة رؤساء كوريا الجنوبية
- أعلى اليسار: أصبح إي سنغ مان أول رئيس لجمهورية كوريا عام 1948.
- أعلى اليمين: كان بارك تشونغ هي الرئيس الأطول خدمة، حيث تولى السلطة خلال انقلاب 16 مايو عام 1961.
- أسفل اليسار: انتخب كم داي جنغ خلال انتخابات 1997 الرئاسية. كان هذا أول انتقال سلمي للسلطة في تاريخ كوريا الجنوبية.
- أسفل اليمين: يون سوك يول الرئيس الكوري الحالي، يشغل منصبه منذ عام 2022.

هذه قائمة رؤساء وزراء كوريا الجنوبية. يشغل رئيس كوريا الجنوبية (الكورية: 대한민국 대통령؛ هانجا: 大韓民國大統領) منصب الرئيس التنفيذي لحكومة جمهورية كوريا والقائد العام للقوات المسلحة الكورية الجنوبية.
قبل إنشاء الجمهورية الأولى في عام 1948، تأسست حكومة جمهورية كوريا المؤقتة في شنغهاي في سبتمبر 1919، نسقت الحكومة المؤقتة مقاومة الشعب الكوري للاحتلال الياباني. اعترفت كوريا الجنوبية بشرعية الحكومة المؤقتة وخلفتها في دستور 1948 الأصلي ودستور 1988 الحالي. تولى تسعة أشخاص المنصب الرئاسة في الحكومة المؤقتة بين سبتمبر 1919 وأغسطس 1948.
حددت فترة الرئاسة بخمس سنوات منذ عام 1988. وقد كانت في السابق أربع سنوات من 1948 إلى 1972، وست سنوات من 1972 إلى 1981، وسبع سنوات من 1981 إلى 1988. منذ عام 1981 يمنع الرئيس من الترشح لولاية ثانية. يجب أن يكون الرئيس مواطنًا كوريًا جنوبيًا، لا يقل عمره عن 40 عامًا، ويعيش في كوريا الجنوبية منذ 5 سنوات.

## قائمة الرؤساء
| الرقم                          | الصورة                    | الاسم (الميلاد–الوفاة)                                                                   | فترة الحكم                | فترة الحكم                | فترة الحكم                | الحزب                                                    | الانتخابات                |
| الرقم                          | الصورة                    | الاسم (الميلاد–الوفاة)                                                                   | استلم المنصب              | ترك المنصب                | مدة الحكم                 | الحزب                                                    | الانتخابات                |
| رئيس جمهورية كوريا الأولى      | رئيس جمهورية كوريا الأولى | رئيس جمهورية كوريا الأولى                                                                | رئيس جمهورية كوريا الأولى | رئيس جمهورية كوريا الأولى | رئيس جمهورية كوريا الأولى | رئيس جمهورية كوريا الأولى                                | رئيس جمهورية كوريا الأولى |
| ------------------------------ | ------------------------- | ---------------------------------------------------------------------------------------- | ------------------------- | ------------------------- | ------------------------- | -------------------------------------------------------- | ------------------------- |
| 1                              |                           | إي سنغ مان 이승만 李承晩 (1875–1965)                                                     | 24 يوليو 1948             | 26 أبريل 1960             | 11 سنوات و277 أيام        | الرابطة الوطنية - الحزب الليبرالي                        | 1948 1952 1956 مارس 1960  |
| —                              |                           | هوه جونغ 허정 許政 (1896–1988) بالوكالة                                                  | 27 أبريل 1960             | 15 يونيو 1960             | 50 أيام                   | مستقل                                                    | —                         |
| رؤساء جمهورية كوريا الثانية    |                           |                                                                                          |                           |                           |                           |                                                          |                           |
| —                              |                           | كواك سانغ هون 곽상훈 郭尙勳 (1896–1980) بالوكالة                                         | 16 يونيو 1960             | 23 يونيو 1960             | 7 أيام                    | الحزب الديمقراطي                                         | —                         |
| —                              |                           | هوه جونغ 허정 許政 (1896–1988) بالوكالة                                                  | 23 يونيو 1960             | 7 أغسطس 1960              | 46 أيام                   | مستقل                                                    | —                         |
| —                              |                           | بايك ناك تشون 백낙준 白樂濬 (1895–1985) بالوكالة                                         | 8 أغسطس 1960              | 12 أغسطس 1960             | 5 أيام                    | مستقل                                                    | —                         |
| 2                              |                           | ين بو سون 윤보선 尹潽善 (1897–1990)                                                      | 13 أغسطس 1960             | 24 مارس 1962              | 1 سنة و224 أيام           | الحزب الديمقراطي- الحزب الديمقراطي الجديد                | أغسطس 1960                |
| —                              |                           | فريق أول بارك تشونغ هي 박정희 朴正熙 (1917–1979) رئيس المجلس الأعلى لإعادة البناء الوطني | 24 مارس 1962              | 16 ديسمبر 1963            | 1 سنة و268 أيام           | عسكري                                                    | —                         |
| رئيس الجمهورية الكورية الثالثة |                           |                                                                                          |                           |                           |                           |                                                          |                           |
| 3                              |                           | بارك تشونغ هي 박정희 朴正熙 (1917–1979)                                                  | 17 ديسمبر 1963            | 26 ديسمبر 1972            | 9 سنوات و10 أيام          | الحزب الجمهوري الديمقراطي                                | 1963 1967 1971            |
| رؤساء جمهورية كوريا الرابعة    |                           |                                                                                          |                           |                           |                           |                                                          |                           |
| (3)                            |                           | بارك تشونغ هي 박정희 朴正熙 (1917–1979)                                                  | 27 ديسمبر 1972            | 26 أكتوبر 1979            | 6 سنوات و304 أيام         | الحزب الجمهوري الديمقراطي                                | 1972 1978                 |
| —                              |                           | تشوي كيو ها 최규하 崔圭夏 (1919–2006)                                                    | 26 أكتوبر 1979            | 6 ديسمبر 1979             | 42 أيام                   | مستقل                                                    | —                         |
| 4                              | 6 ديسمبر 1979             | تشوي كيو ها 최규하 崔圭夏 (1919–2006)                                                    | 16 أغسطس 1980             | 255 أيام                  | 1979                      | مستقل                                                    |                           |
| —                              |                           | بارك تشونج هون [الكورية] 박충훈 朴忠勳 (1919–2001) بالوكالة                              | 16 أغسطس 1980             | 31 أغسطس 1980             | 15 أيام                   | الحزب الجمهوري الديمقراطي                                | —                         |
| 5                              |                           | تشون دو هوان 전두환 全斗煥 (1931–2021)                                                   | 1 سبتمبر 1980             | 24 فبراير 1981            | 177 أيام                  | مستقل                                                    | 1980                      |
| رئيس جمهورية كوريا الخامسة     |                           |                                                                                          |                           |                           |                           |                                                          |                           |
| (5)                            |                           | تشون دو هوان 전두환 全斗煥 (1931–2021)                                                   | 25 فبراير 1981            | 24 فبراير 1988            | 7 سنوات و0 أيام           | حزب العدالة الديمقراطي                                   | 1981                      |
| رؤساء الجمهورية السادسة        |                           |                                                                                          |                           |                           |                           |                                                          |                           |
| 6                              |                           | روو تاي وو 노태우 盧泰愚 (1932–2021)                                                     | 25 فبراير 1988            | 24 فبراير 1993            | 5 سنوات و0 أيام           | حزب العدالة الديمقراطي- حزب كوريا الجديد - مستقل         | 1987                      |
| 7                              |                           | كم يونغ سام 김영삼 金泳三 (1927–2015)                                                    | 25 فبراير 1993            | 24 فبراير 1998            | 5 سنوات و0 أيام           | حزب كوريا الجديد- مستقل                                  | 1992                      |
| 8                              |                           | كم داي جنغ 김대중 金大中 (1924–2009)                                                     | 25 فبراير 1998            | 24 فبراير 2003            | 5 سنوات و0 أيام           | المؤتمر الوطني للسياسة الجديدة- الحزب الديمقراطي - مستقل | 1997                      |
| 9                              |                           | روه مو هيون 노무현 盧武鉉 (1946–2009)                                                    | 25 فبراير 2003            | 24 فبراير 2008            | 5 سنوات و0 أيام           | الحزب الديمقراطي - مستقل - حزب أوري - مستقل              | 2002                      |
| 10                             |                           | إي ميونغ باك 이명박 李明博 (مواليد 1941)                                                 | 25 فبراير 2008            | 24 فبراير 2013            | 5 سنوات و0 أيام           | الحزب الوطني الكبير                                      | 2007                      |
| 11                             |                           | بارك غن هي 박근혜 朴槿惠 (مواليد 1952)                                                   | 25 فبراير 2013            | 10 مارس 2017              | 4 سنوات و14 أيام          | الحزب الوطني الكبير                                      | 2012                      |
| —                              |                           | هوانغ غيو أن 황교안 黃敎安 (مواليد 1957) بالوكالة                                        | 10 مارس 2017              | 9 مايو 2017               | 61 أيام                   | مستقل                                                    | —                         |
| 12                             |                           | مون جاي إن 문재인 文在寅 (مواليد 1953)                                                   | 10 مايو 2017              | 9 مايو 2022               | 5 سنوات و0 أيام           | الحزب الديمقراطي الكوري                                  | 2017                      |
| 13                             |                           | يون سوك يول 윤석열 尹錫悅 (مواليد 1960)                                                  | 10 مايو 2022              | 4 أبريل 2025              | 2 سنوات و330 أيام         | حزب سلطة الشعب                                           | 2022                      |
| —                              |                           | هان داك سو 한덕수 韓悳洙 (مواليد 1949) بالنيابة                                          | 14 ديسمبر 2024            | 27 ديسمبر 2024            | 13 أيام                   | مستقل                                                    | —                         |
| —                              |                           | تشوي سانغ موك 최상목 崔相穆 (مواليد 1963) بالنيابة                                       | 27 ديسمبر 2024            | 24 مارس 2025              | 87 أيام                   | مستقل                                                    | —                         |
| —                              |                           | هان داك سو 한덕수 韓悳洙 (مواليد 1949) بالنيابة                                          | 24 مارس 2025              | 1 مايو 2025               | 38 أيام                   | مستقل                                                    | —                         |
| —                              |                           | لي جو هو 이주호 李周浩 (born 1961) بالنيابة                                              | 2 مايو 2025               | 3 يونيو 2025              | 32 أيام                   | مستقل                                                    | —                         |
| 14                             |                           | لي جاي ميونغ 이재명 李在明 (مواليد 1963)                                                 | 4 مايو 2025               | الحالي                    | 11 أيام                   | الحزب الديمقراطي                                         | الواحدة والعشرون (2025)   |

## الملاحظات
1. ↑  تم اغتيال بارك على يد مدير خدمة الاستخبارات الوطنية كيم جاي جيو..
2. ↑  سحبت منها الثقة.